# Салтанов, Александр Владимирович
Алекса́ндр Влади́мирович Салта́нов (род. 14 февраля 1946) — советский и российский дипломат. Заместитель министра иностранных дел Российской Федерации (2001—2011), специальный представитель президента России по Ближнему Востоку (2006—2011), член Императорского православного палестинского общества. Чрезвычайный и полномочный посол (2001).

## Биография
В 1970 году окончил факультет международных отношений МГИМО. Владеет арабским, английским и французским языками.
- В 1970—1974 годах — дежурный референт, атташе Посольства СССР в Кувейте.
- В 1974—1979 годах — атташе, третий, второй секретарь Управления Ближнего Востока и Северной Африки МИД СССР.
- В 1979—1983 годах — консул Генерального консульства СССР в Алеппо (Сирия).
- В 1983—1986 годах — первый секретарь, советник Посольства СССР в Сирии.
- В 1986—1992 годах — советник, заведующий сектором, отделом Управления (Департамента) Ближнего Востока и Северной Африки МИД СССР/России.
- С 31 декабря 1992 по 25 января 1999 года — чрезвычайный и полномочный посол Российской Федерации в Иорданском Хашимитском Королевстве[3][4].
- В 1999—2001 годах — директор Департамента Ближнего Востока и Северной Африки МИД России.
- С 17 октября 2001 по 5 мая 2011 года — заместитель министра иностранных дел Российской Федерации[5][6]. В качестве заместителя министра курировал отношения со странами Ближнего Востока и Африки, вопросы ближневосточного и иракского урегулирования.
- С 19 декабря 2006 по 5 мая 2011 года — специальный представитель президента Российской Федерации по Ближнему Востоку[7][8].
- С 6 июня 2011 года — вице-президент ОАО «Российские железные дороги»[9]. Курирует вопросы международных связей и внешнеэкономической деятельности.

## Семья
Женат, имеет двоих сыновей.

## Дипломатический ранг
- Чрезвычайный и полномочный посланник 1 класса (10 ноября 1995)[10]
- Чрезвычайный и полномочный посол (31 января 2001)[11]

## Награды
- Орден Почёта (11 февраля 2006) — за заслуги в реализации внешнеполитического курса России и многолетнюю добросовестную дипломатическую службу[12].
- Орден Дружбы (14 ноября 2002) — за активное участие в реализации внешнеполитического курса Российской Федерации и многолетнюю добросовестную работу[13][14]
- Заслуженный работник дипломатической службы Российской Федерации (29 апреля 2011) — за большой вклад в реализацию внешнеполитического курса Российской Федерации и многолетнюю добросовестную работу[15]
- Орден Звезды Иерусалима (Палестинская национальная администрация, 2011 год)[16].